# Алекперли, Мамед Кязим Алекпер оглы
Мамед Кязим Алекбер оглы Алекберли (азерб. Məmmədkazım Ələkbər oğlu Ələkbərli; 24 января 1905, Дербент — 12 или 13 октября 1938, Баку) — азербайджанский советский литературовед, философ, общественный деятель.

## Биография
Мамед Кязим Алекперли родился 24 января 1905 году в Дербенте. С 1926 года являлся членом КПСС. В 1927 году окончил Азербайджанский педагогический институт имени В. И. Ленина. Был директором Гянджинского отделения народного посвящения, редактором журнала «Красная Ганджа» (1927), газеты «Дагестанская фугара» (Махачкала) и журнала «Маариф йолу» (1928—1930).
В 1934 году окончил Институт красной профессуры в Москве. Позднее был председателем Союза писателей Азербайджана, ректором Азербайджанского государственного университета (до 1935 года), редактором газет «Коммунист», «Вышка», «Литературная газета», журналов «Ингилаб ве медениййет» (Революция и культура), «Литературный Азербайджан» и др. должностях.
Алекперли был одним из редакторов, подготовивших издание произведений Ленина на азербайджанском языке, Мамед Кязим Алекперли являлся автором первого учебника по философии в Азербайджане, статей на тему актуальных проблем в азербайджанской советской литературе («Октябрьская революция и азербайджанская литература», «Советская литература на пути развития», «Апрельская литература», «За социальный реализм», «от „Айдына“ до „Яшара“», «Поворот» и др.). На первом съезде советских писателей в 1934 году зачитал доклад об азербайджанской литературе.
Стал жертвой сталинских репрессий. Расстрелян в 1938 году.

### Семья
Жена — Разия Зиятдиновна Фаизова.

## Произведения
- Литература Азербайджана. — М., 1934.